# Гонкуровская премия
Гонку́ровская пре́мия (фр. Prix Goncourt) — самая престижная литературная премия Франции за лучший роман, названа в честь братьев Гонкур. Присуждается по итогам голосования членов Гонкуровской академии на специальном ужине в парижском ресторане «Друан». Вручается ежегодно, начиная с 1903 года. Размер премии символичен (в настоящее время он составляет десять евро), однако, как правило, присуждение премии существенно увеличивает продажи романа-победителя и выдвигает его автора в первые ряды французской литературы.

## Суть премии
В Академию Гонкуров входят десять самых известных литераторов Франции, которые получали символическую плату — 60 франков в год. Каждый член академии имеет только один голос и может отдать его только за одну книгу. При равенстве голосов преимущество отдаётся тому произведению, которому отдан голос Президента. Членами Гонкуровской Академии в разное время были писатели А. Доде, Ж. Ренар, Рони-старший, Ф. Эриа, Э. Базен, Луи Арагон и другие.
По уставу Гонкуровской премии она может быть присуждена автору только один раз в жизни. Единственное исключение — писатель Ромен Гари. Первый раз он стал лауреатом в 1956 году, а 19 лет спустя вновь удостоился премии под именем Эмиля Ажара. Литературная мистификация Гари была раскрыта уже после присуждения премии Ажару.
Наряду с главной премией и параллельной ей Гонкуровской премии лицеистов, Гонкуровская академия также присуждает премии за дебютный роман, поэзию, новеллу, биографию. С недавнего времени Институт Франции в рамках программы франкофонии учредил также Гонкуровские премии французским писателям по выбору ряда стран Востока (Ливан) и Европы (Италия, Польша, Румыния, Сербия).

## Лауреаты главной премии
- 1903 — Джон-Антуан Но, «Враждебная сила»
- 1904 — Леон Фрапье, «Детский сад»
- 1905 — Клод Фаррер, «Цвет цивилизации»
- 1906 — Жан и Жером Таро, «Дингли, выдающийся писатель»
- 1907 — Эмиль Мозелли, «Прялка из слоновой кости»
- 1908 — Франсис де Миомандр, «Написанное на воде»
- 1909 — Мариус-Аре Леблон, «Во Франции»
- 1910 — Луи Перго, «От лиса к Марго»
- 1911 — Альфонс де Шатобриан, «Господин де Лурдин»
- 1912 — Андре Савиньон, «Девушки дождя»
- 1913 — Марк Элдер, «Народ моря»
- 1914 — Адриан Бертран, «Зов земли»
- 1915 — Рене Бенжамен, «Гаспар»
- 1916 — Анри Барбюс, «Огонь»
- 1917 — Анри Малерб, «Пламя в кулаке»
- 1918 — Жорж Дюамель, «Цивилизация»
- 1919 — Марсель Пруст, «Под сенью девушек в цвету»
- 1920 — Эрнест Перошон[англ.], «Нен»
- 1921 — Рене Маран, «Батуала»
- 1922 — Анри Беро, «Лунный яд»
- 1923 — Люсьен Фабр, «Рабвель, или Боль пылающих»
- 1924 — Тьерри Сандр[англ.], «Жимолость, чистилище, глава XIII»
- 1925 — Морис Женевуа, «Кролик»
- 1926 — Анри Деберли[англ.], «Пята Федры»
- 1927 — Морис Бедель[англ.], «Жером 60° северной широты»
- 1928 — Морис Константэн-Вейер[англ.], «Человек над своим прошлым»
- 1929 — Марсель Арлан, «Порядок»
- 1930 — Анри Фоконье, «Малайзия»
- 1931 — Жан Файяр, «Дурно от любви»
- 1932 — Ги Мазелин, «Волки»
- 1933 — Андре Мальро, «Удел человеческий»
- 1934 — Роже Версель, «Капитан Конан»
- 1935 — Жозеф Пейр, «Кровь и свет»
- 1936 — Максенс ван де Меерш, «Отпечаток бога»
- 1937 — Шарль Плиснье, «Фальшивые паспорта»
- 1938 — Анри Труайя, «Паук»
- 1939 — Филипп Эриа, «Испорченные дети»
- 1940 — Франсис Амбриер, «Большие каникулы»
- 1941 — Анри Пурра, «Мартовский ветер»
- 1942 — Марк Бернар, «Похожие на детей»
- 1943 — Мариус Гру, «Переход человека»
- 1944 — Эльза Триоле, сборник «За порчу сукна штраф 200 франков»
- 1945 — Жан-Луи Бори, «Мое село в немецкие времена»
- 1946 — Жан Жак Готье, «История одного приключения»
- 1947 — Жан-Луи Кюртис, «Ночные леса»
- 1948 — Морис Дрюон, «Конец людей»
- 1949 — Робер Мерль, роман «Уик-энд на берегу океана»
- 1950 — Поль Колен, «Дикие игры»
- 1951 — Жюльен Грак, «Побережье Сирта» (от премии отказался)
- 1952 — Беатрис Бек, «Леон Морен, священник»
- 1953 — Пьер Гаскар, «Время мертвых»
- 1954 — Симона де Бовуар, «Мандарины»
- 1955 — Роже Икор, «Смешанные воды»
- 1956 — Ромен Гари, «Корни неба»
- 1957 — Роже Вайан, «Закон»
- 1958 — Франсис Вальдер, «Сен-Жермен, или Негоциант»
- 1959 — Андре Шварц-Барт «Последний из праведников»
- 1960 — Винтила Гория, «Бог родился в изгнании»
- 1961 — Жан Ко, «Божьи безумцы»
- 1962 — Анна Лангфюс, «Песчаный багаж»
- 1963 — Арман Лану, «Когда море отступает»
- 1964 — Жорж Коншон, «Дикое государство»
- 1965 — Жак Борель, «Обожание»
- 1966 — Эдмонда Шарль-Ру, «Забыть Палермо»
- 1967 — Андре Пьейр де Мандьярг, «Пустота»
- 1968 — Бернар Клавель, «Зимние фрукты»
- 1969 — Фелисьен Марсо, «Кризи»
- 1970 — Мишель Турнье, «Лесной царь»
- 1971 — Жак Лоран, «Глупости»
- 1972 — Жан Карьер, «Ястреб из Майе»
- 1973 — Жак Шессе, «Людоед»
- 1974 — Паскаль Лене, «Кружевница»
- 1975 — Эмиль Ажар (Ромен Гари), «Вся жизнь впереди»
- 1976 — Патрик Гренвиль, «Пылающие»
- 1977 — Дидье Декуа, «Джон-Ад»
- 1978 — Патрик Модиано, «Улица тёмных лавочек»
- 1979 — Антонин Майе, «Пелажи-Тележка»
- 1980 — Ив Наварр, «Зоопарк»
- 1981 — Люсьен Бодар, «Анна-Мария»
- 1982 — Доминик Фернандез, «На ладони ангела»
- 1983 — Фредерик Тристан, «Заблудшие души»
- 1984 — Маргерит Дюрас, «Любовник»
- 1985 — Ян Кеффелек, «Варварские свадьбы»
- 1986 — Мишель Гост, «Ночной слуга»
- 1987 — Тахар Бенжеллун, «Священная ночь»
- 1988 — Эрик Орсенна, «Колониальная выставка»
- 1989 — Жан Вотрен, «Большой шаг навстречу доброму Богу»
- 1990 — Жан Руо, «Поля славы»
- 1991 — Пьер Комбеско, «Дочери Голгофы»
- 1992 — Патрик Шамуазо, «Тексако»
- 1993 — Амин Маалуф, «Скала Таниоса»
- 1994 — Дидье Ван Ковелер, «Путь в один конец»
- 1995 — Андрей Макин, «Французское завещание»
- 1996 — Паскаль Роз, «Охотник Зеро»
- 1997 — Патрик Рамбо, «Битва»
- 1998 — Поль Констан, «Откровенность за откровенность»
- 1999 — Жан Эшноз, «Я ухожу»
- 2000 — Жан-Жак Шуль, «Ингрид Кавен»
- 2001 — Жан-Кристоф Руфен, «Красная Бразилия»
- 2002 — Паскаль Киньяр, «Блуждающие тени»
- 2003 — Жак-Пьер Аметт, «Любовница Брехта»
- 2004 — Лоран Годе, «Солнце клана Скорта»
- 2005 — Франсуа Вейерган, «Три дня у моей матери»
- 2006 — Джонатан Литтелл, «Благоволительницы»
- 2007 — Жиль Леруа, «Песня Алабамы»
- 2008 — Атик Рахими, «Сингэ Сабур. Камень терпения»
- 2009 — Мари Ндьяй, «Три сильные женщины»
- 2010 — Мишель Уэльбек, «Карта и территория»
- 2011 — Алексис Женни, «Французское искусство войны»
- 2012 — Жером Феррари, «Проповедь о падении Рима»[1].
- 2013 — Пьер Леметр, «До свидания там, наверху»
- 2014 — Лидия Сальвер, «Не плакать»
- 2015 — Матьяс Энар, «Boussole»
- 2016 — Лейла Слимани, «Chanson douce» («Идеальная няня»)
- 2017 — Эрик Вюйяр, «L’Ordre du jour» («Порядок дня»)
- 2018 — Николя Матье, «Leurs enfants après eux» («Их дети после них»)
- 2019 — Жан-Поль Дюбуа, «Tous les hommes n’habitent pas le monde de la même façon» («Не все в мире живут одинаково»)
- 2020 — Эрве Ле Теллье, «Аномалия»
- 2021 — Мохамед Мбугар Сарр, «La plus secrète mémoire des hommes» («В тайниках памяти»)
- 2022 — Брижит Жиро, «Vivre vite» («Жить быстро»)
- 2023 — Жан-Батист Андреа, «Veiller sur elle» («Храни её»)
- 2024 — Камель Дауд, «Houris» («Гурии»)

## В массовой культуре
В 1951 году французский писатель Пьер Гамарра написал детектив «Убийце — Гонкуровская премия». Чтобы избежать обвинений в намеренном подрыве престижа премии, перед текстом романа было помещено уведомление: «Все факты и герои этого романа вымышлены. Гонкуровская премия взята только потому, что она наиболее известная из всех литературных премий, но можно было бы с таким же успехом заменить её любой другой».